# Jorge Camacho (peintre)
Pour les articles homonymes, voir Jorge Camacho et Camacho.
Jorge Camacho, né le 5 janvier 1934 à La Havane et mort le 30 mars 2011 à Paris 15e,, est un peintre, dessinateur, graveur cubain lié au surréalisme.

## Biographie
En 1952, il abandonna ses études de droit pour se consacrer entièrement à la peinture. 
Au Mexique, en 1959, il rencontra le peintre José Luis Cuevas et ensemble ils entreprirent un long voyage aux sources de la culture maya.
Camacho arriva à Paris en 1959, où il retrouva ses amis: le sculpteur Agustín Cárdenas qui le présenta à André Breton en 1961 et le peintre Joaquin Ferrer. Il intègra très vite le groupe surréaliste. « Celui qui piège », ainsi que le désignait Breton en 1964, restera fidèle à ses premiers engagements.
L'espace pictural de Jorge Camacho aborde des mondes torturés, où l'ésotérisme le plus sophistiqué côtoie un chamanisme surprenant. Au-delà de ces marques, les tableaux de Jorge Camacho expriment un univers poétique, sous l'éclairage raffiné d'une palette fauve.
Écriture, photographie, musique — c'était un amoureux du jazz et du flamenco — tout comme sa passion pour l'alchimie, l'occultisme ou l'ornithologie sont des appoints décisifs à son travail de peintre. 
Il a illustré notamment les œuvres poétiques de Jean-Pierre Duprey, Gilbert Lely, Guy Cabanel, Joyce Mansour, Claude Tarnaud.
Il a traduit de l'espagnol en français des poèmes du poète haïtien Magloire Saint-Aude.
Jorge Camacho vivait et travaillait entre Paris et l'Andalousie depuis 1975. 
Todo el mundo habla de surrealismo, pero son muy pocos los que lo comprenden (« Tout le monde parle de surréalisme, mais bien peu le comprennent »), Jorge Camacho.
VIDEOS
<iframe width="560" height="315" src="https://www.youtube.com/embed/xrcgiCqO6Y4?si=0VgqsP-di8caF3Sh" title="YouTube video player" frameborder="0" allow="accelerometer; autoplay; clipboard-write; encrypted-media; gyroscope; picture-in-picture; web-share" referrerpolicy="strict-origin-when-cross-origin" allowfullscreen></iframe>

## Expositions
Quelques expositions personnelles importantes dans le parcours de Camacho
- En 1962, sa deuxième exposition personnelle à la galerie Daniel Cordier s'intitule "L'Immaculée Conception des papes". Elle s'inspire de l'œuvre férocement anticléricale de l'écrivain allemand Oskar Panizza et elle est organisée avec le concours du groupe surréaliste.

- En 1967, c'est l'œuvre de Raymond Roussel qui lui inspire l'exposition "HARR", à la galerie Matthias Fels, ainsi qu'un recueil de poèmes, L'Arbre acide.

- Autre exposition marquante : "Le Ton haut", en 1969, inspirée par l'alchimie traditionnelle, remise à l'honneur dans les cercles surréalistes par René Alleau et Eugène Canseliet. Elle inspirera également une exposition à la Galerie de Seine, en 1975 : "La Danse de la mort", préfacée par René Alleau lui-même, ainsi qu'un traité hermétique original, conçu en collaboration avec Alain Gruger, Héraldique alchimique nouvelle, publié en 1978 (aux éditions du Soleil noir).

## Écrits
- Semen-Contra (1968) (poèmes inédits, écrits en français, accompagnés de vingt aquarelles réalisées en 1976), suivi de HARR (1967) (vingt poèmes en hommage à Raymond Roussel), postface de François-René Simon, Nérac, éditions Pierre Mainard, 2019 (Pierre Mainard)